# Enrique Rosas Aragón
Enrique Rosas Aragón   (Estat de Puebla, 1875 - Ciutat de Mèxic, 9 d'agost de 1920) va ser un director de cinema, pioner del cinema mexicà. Es va destacar com a realitzador, guionista, muntatgista i productor. Va fundar, amb Mimí Derba, la primera productora de cinema a Mèxic: Azteca Films. Entre els seus films més representatius es troba El automóvil gris, filmada en 1919.

## Història
L'inici de Rosas com a pioner en la indústria cinematogràfica té el seu origen en la fotografia, la qual li va permetre tenir diverses exhibicions i una entrada al periodisme amb una de les seves exhibicions Vistas al día siguiente de la inundación de Guanajuato (1905). Un any després va filmar les Festes presidencials a Mèrida. No obstant això, la seva emprenedoria com a realitzador va començar un parell d'anys abans amb el curtmetratge titulat Aventuras del sexteto Uranga (1903), acompanyada en anys posteriors amb altres curtmetratges com El rosario de Amozoc (1909) i el 1917, ja a Azteca Films, tindria participació de direcció tècnica a La Soñadora.
Un tret característic de Rosas va ser el cinema de ficció reflectit en diverses de les seves obres.
Sens dubte, el film més representatiu del cineasta va ser El automóvil gris en 1919. Aquesta pel·lícula es considera el projecte monumental referent al cinema mut mexicà. Ha estat considerada la seva obra més complexa i millor realitzada.

## Filmografia
- El automóvil gris (1919), codirector, productor, guionista, fotògraf i editor
- Emiliano Zapata en vida y muerte (1919), director, productor, fotògraf i editor
- Sepelio de Quinito Valverde y del aviador Arnaldo Paniagua (1918), productor
- Alma de sacrificio (1917), productor
- En defensa propia (1917), productor
- En la sombra (1917), codirector
- Entre la vida y la muerte (1917), productor
- La soñadora (1917), codirector, productor
- La tigresa (1917), codirector (probable), productor
- Decena trágica (1913), director, productor, fotògraf i editor
- Documentación histórica nacional 1915-1916 (1916), director, productor, fotògraf i editor
- Decena trágica (1913), director, productor, fotògraf i editor
- Revolución en Veracruz (1912), director, productor, fotògraf i editor
- Arribo del nuevo arzobispo (1909), director, productor, fotògraf i editor
- Cogida de Rodolfo Gaona en Puebla (1909), director, productor, fotògraf i editor
- Don Juan Tenorio (1909), director, productor, fotògraf i editor
- Incendio del teatro Guerrero de Puebla (1909), director, productor, fotògraf i editor
- El rosario de Amozoc (1909), director, productor, guionista, fotògraf i editor
- Beneficio de Gaona (1908), director, productor, fotògraf i editor
- Beneficio de Gaona en México (1908), director, productor, fotògraf i editor
- Exposición de Coyoacán (1908), director, productor, fotògraf i editor
- Primera corrida de Gaona (1908), director, productor, fotògraf i editor
- Carnaval de Mérida (1906), director, productor, fotògraf i editor
- Fiestas presidenciales en Mérida (Gira a Yucatán de Porfirio Díaz) (1906), director, productor, fotògraf i editor
- Botes pescadores entrando en la bahía de Veracruz (1905), director, productor, fotògraf i editor
- Buque velero frente al faro de San Juan de Ulúa (1905), director, productor, fotògraf i editor
- Comité patriótico en el parque Castillo de Orizaba (1905), director, productor, fotògraf i editor
- Funerales del embajador Aspíroz en la Ciudad de México (1905), director, productor, fotògraf i editor
- Jamaica escolar en Orizaba (1905), director, productor, fotògraf i editor
- Panorama de Guadalupe Hidalgo (1905), director, productor, fotògraf i editor
- Puente de Río Grande (1905), director, productor, fotògraf i editor
- Toros en Saltillo (1905), director, productor, fotògraf i editor
- Vapor mercante entrando al puerto de Veracruz (1905), director, productor, fotògraf i editor
- Vistas al día siguiente de la inundación de Guanajuato (1905), director, productor, fotògraf i editor
- Vistas de León (1905), director, productor, fotògraf i editor
- La cervecería Moctezuma de Orizaba (1904), director, productor, fotògraf i editor
- Salida de la misa de 12 de la parroquia de Orizaba (1904), director, productor, fotògraf i editor
- Vistas de Orizaba y sus alrededores (1904), director, productor, fotògraf i editor
- Aventuras del sexteto Uranga (1903), director, productor, guionista, fotògraf i editor